# Eusterinx argutula
Eusterinx argutula är en stekelart som beskrevs av Förster 1871. Eusterinx argutula ingår i släktet Eusterinx och familjen brokparasitsteklar. Arten är reproducerande i Sverige. Inga underarter finns listade i Catalogue of Life.